# Kaplica grobowa rodziny Truszkowskich w Augustowie
Kaplica grobowa rodziny Truszkowskich w Augustowie – kaplica w Augustowie, położona na cmentarzu parafialnym.
Wybudował ją w roku 1832 Jan Nepomucen Truszkowski. Poświęcenie odbyło się w 1834 roku. Kaplica ma konstrukcję drewnianą, zrębową. W środku znajduje się niewielki ołtarzyk o cechach barokowych. W kaplicy odbywają się nabożeństwa m.in. w dzień Wszystkich Świętych.

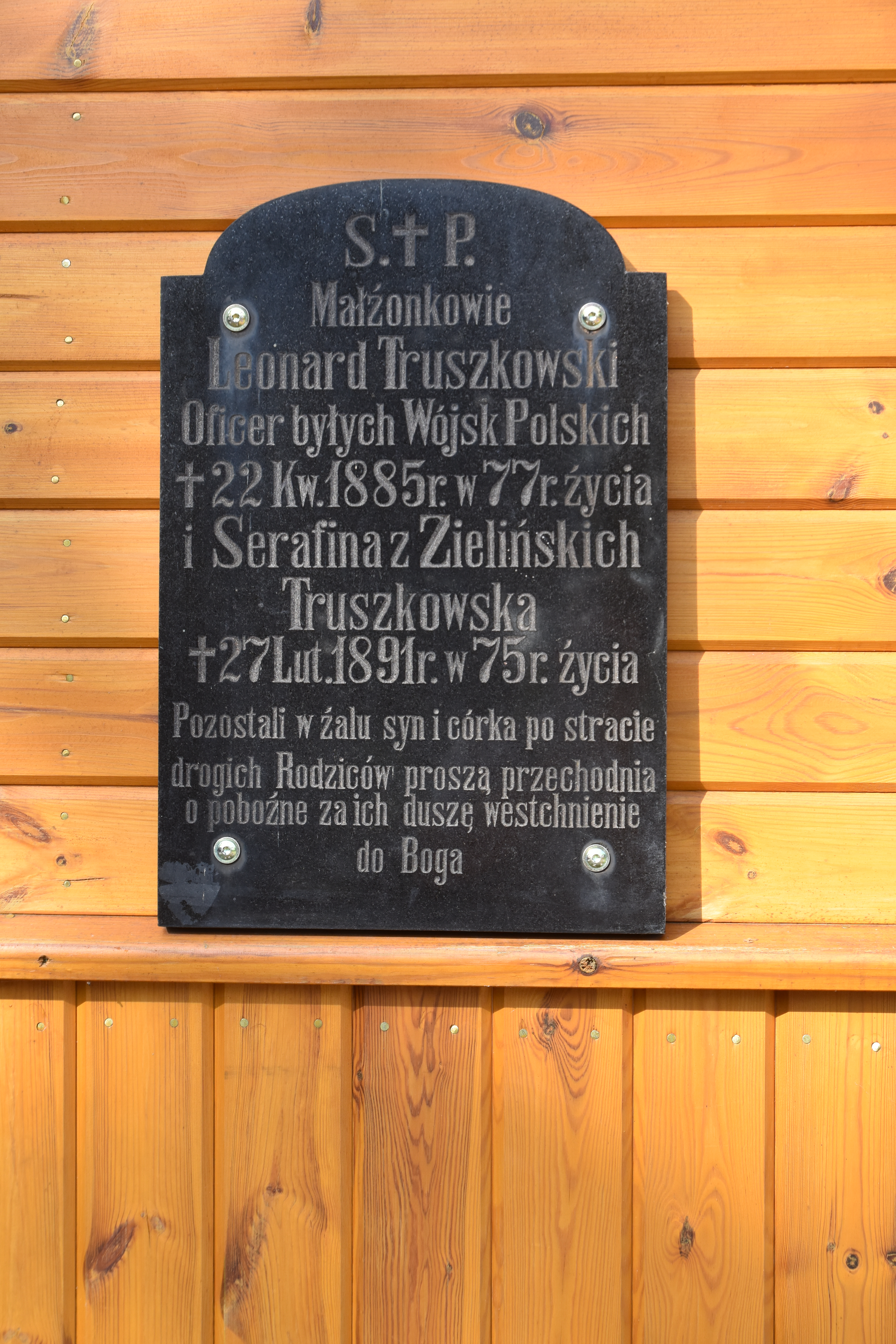
Tablica przed wejściem do kaplicy